# John Kocinski

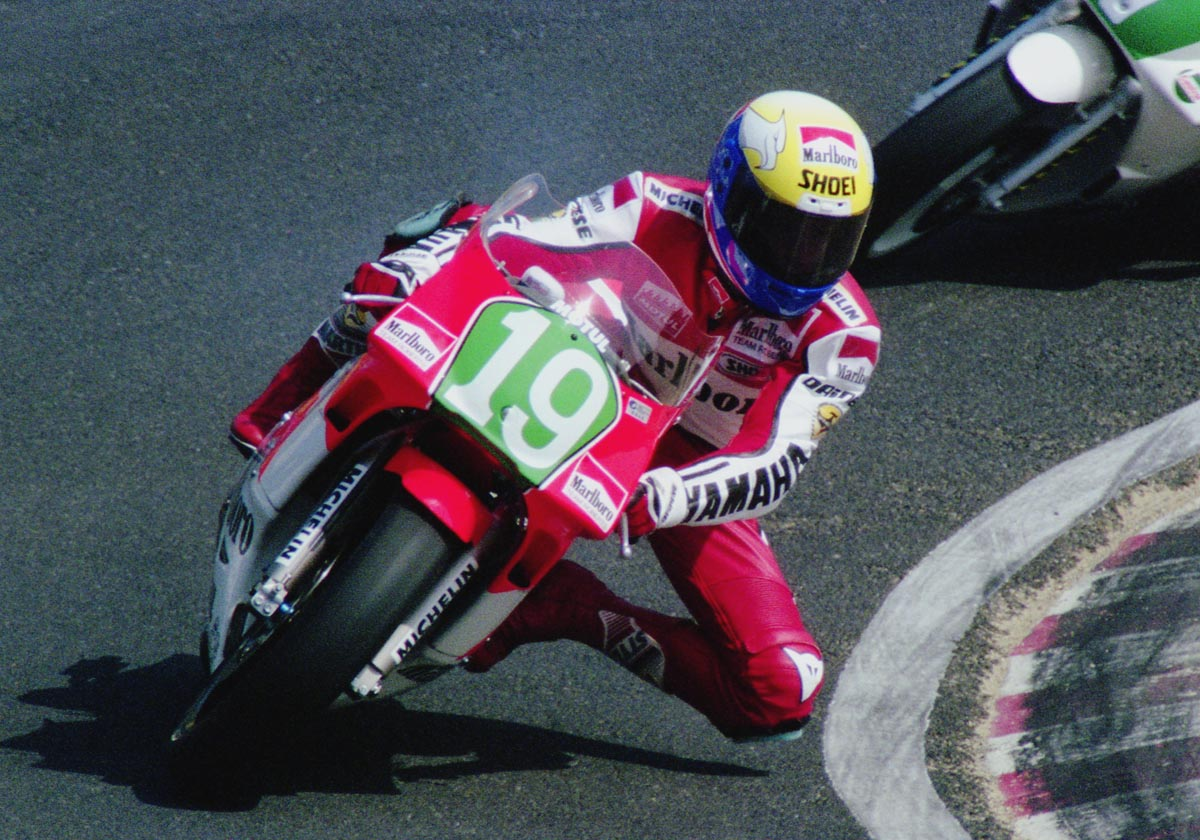
Kocinski 1990 auf Yamaha beim Grand Prix von Japan

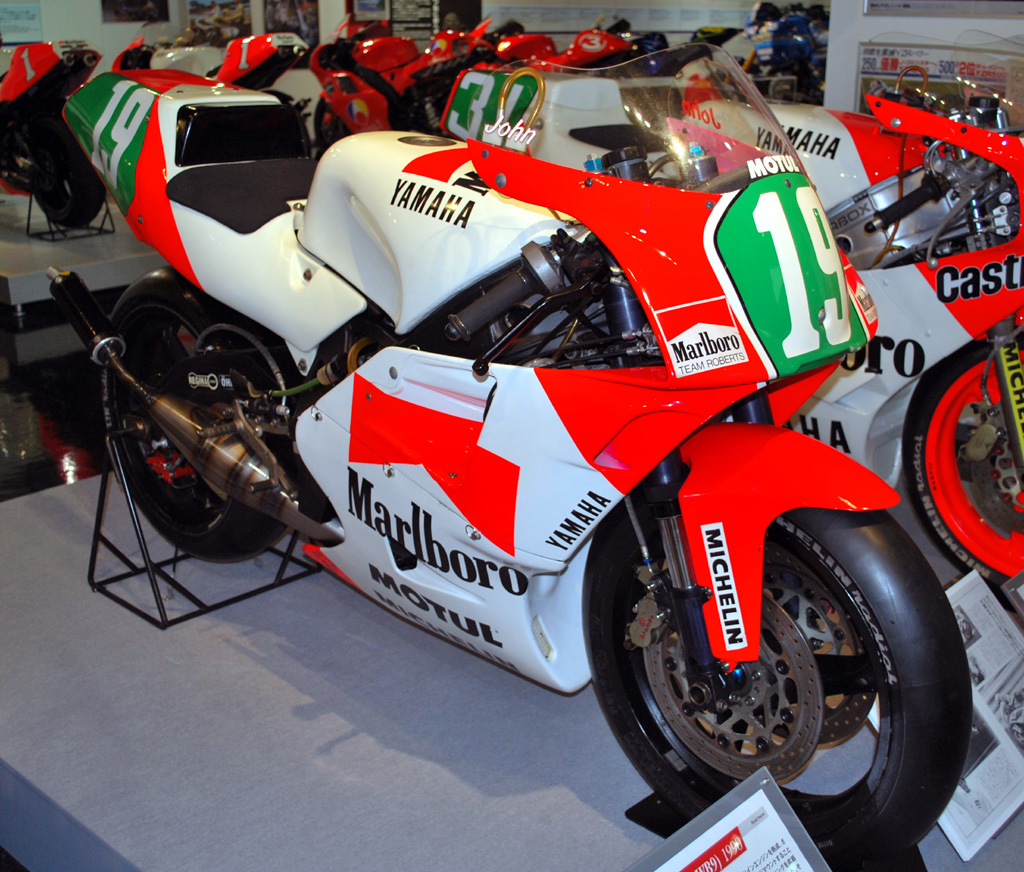
Kocinskis Weltmeister-Maschine aus dem Jahr 1990

John Kocinski (* 20. März 1968 in Little Rock, Arkansas) ist ein ehemaliger US-amerikanischer Motorradrennfahrer. Er bestritt insgesamt 99 Rennen in der Motorrad-Weltmeisterschaft, wo er 1990 den Titel in der 250-cm³-Klasse gewann. Außerdem sicherte er sich 1997 den Titel in der Superbike-Weltmeisterschaft.

## Karriere
Mit 17 Jahren war Kocinski bereits Werksfahrer bei Yamaha im AMA-Championship-Cup. Er gewann die Serie von 1987 bis 1989. 1988 holte er bei seinem Debüt in der Motorrad-WM die Pole-Position in der 250er Klasse beim US-Grand-Prix. In der Klasse bis 500 cm³ startete Kocinski erstmals 1989. 1990 trat er in vier verschiedenen Rennserien an und gewann die 250er-Weltmeisterschaft im ersten Anlauf. Die beiden folgenden Jahre fuhr er in der 500er-Klasse mit einem vierten und einem dritten WM-Platz. 1993 holte er den ersten Podestplatz für Suzuki in der Klasse bis 250 cm³, wechselte jedoch während der Saison zurück zu den 500ern und gewann auf Cagiva seinen Heim-Grand-Prix in Laguna Seca. 1994 belegte Kocinski mit einem Sieg im Auftaktrennen in Australien erneut den dritten WM-Gesamtrang.
1996 wechselte Kocinski nach Cagivas Rückzug aus der 500er-Klasse zu Ducati in die Superbike-Weltmeisterschaft. 1997 holte er auf Honda mit neun Siegen den WM-Titel.
1998 und 1999 fuhr Kocinski erneut in 500er-WM, allerdings ohne nennenswerten Erfolg. 2000 trat er in der AMA-Meisterschaft an, ließ drei Jahre als Yamaha-Testfahrer folgen und trat dann vom aktiven Rennsport zurück.
Schon zu seinem Einstieg in die Königsklasse hatte Kocinski für Kontroversen gesorgt, nachdem er sagte, dass jeder Fahrer, der innerhalb von zwei Saisons den Titel in der Königsklasse nicht für sich entschieden hatte, aufhören sollte. Jedoch fuhr er sechs Saisons in dieser Klasse, ohne Weltmeister zu werden.

## Statistik

### Erfolge
- 1990 – 250-cm³-Weltmeister auf Yamaha
- 1997 – Superbike-Weltmeister auf Honda

### Ehrungen
- Aufnahme in die Motorcycle Hall of Fame[1]

### In der Motorrad-Weltmeisterschaft
| GP-Siege: 13      |             |
| Podiumsplätze: 35 |             |
| GP-Starts:        | 250 cm³: 28 |
| GP-Starts:        | 500 cm³: 71 |